# Знаки преимущественного права проезда
Зна́ки преиму́щественного пра́ва прое́зда (также — зна́ки приорите́та) — дорожные знаки согласно разделу «B» Венской конвенции о дорожных знаках и сигналах.
Регулируют порядок проезда перекрёстков и узких мест на дорогах. Бывают разной формы, однако знаки 2.1, 2.2, 2.4 и 2.5 не имеют аналогов, что значительно облегчает распознавание этих знаков с любой точки на дороге и определение преимущества того или иного направления движения. Знаки «уступите дорогу» и «движение без остановки запрещено» одинаковы как в стандартах, соответствующих Венской конвенции, так и в американском стандарте.

Работающие светофоры и регулировщики отменяют действие знаков приоритета.

## Галерея
Знаки приоритета в России:
- 2.1 «Главная дорога»
- 2.2 «Конец главной дороги»
- 2.4 «Уступите дорогу»
- 2.5 «Движение без остановки запрещено»
- 2.6 «Преимущество встречного движения»
- 2.7 «Преимущество перед встречным движением»

Знаки приоритета в Швеции (знаки примыкания второстепенных дорог здесь относят к предупреждающим)
- Главная дорога
- Конец главной дороги
- Уступите дорогу
- Движение без остановки запрещено
- Преимущество встречного движения
- Преимущество перед встречным движением

В США отсутствует группа знаков приоритета: из всех знаков остались лишь знаки «уступите дорогу» и «движение без остановки запрещено», однако они могут комбинироваться с другими знаками.
- Уступите дорогу
- Движение без остановки запрещено